# سيد الغو (رواية)
سيد الغو (باليابانية: 名人) مؤلفها ياسوناري كواباتا الياباني الحائز على جائزة نويل للأدب سنة 1968، ترجمها للعربية صبحي حديدي. اعتبر كاواباتا كتابه سيد الغو (1951) هو أفضل أعماله الذي يتعارض بشدة مع أعماله الأخرى. 

## عن الرواية
رواية شبه خيالية عن مباراة غو كبرى سنة 1938، كان كاواباتا قد كتب عنها في صحيفة ماينيتشى، كانت آخر مباراة في مسيرة المعلم شوساي المهنية.، وخسرها لصالح متحديه الأصغر سناً، ليموت بعد سنة أو أكثر بقليل. وبالرغم من أن الرواية تتحرك على السطح كإعادة حكاية لكفاح مشوق، فإنها اعتبرت كرواية رمزية توازي هزيمة اليابان في الحرب العالمية الثانية.

## أحداث الرواية
تدور أحداث رواية سيد الغو حول المواجهة الأخيرة بين المعلم الأسطوري هونينبو شوساي ومنافسه الأصغر سناً أوتا، في مباراة طويلة وحاسمة بلعبة الغو جرت عام 1938، وشكلت منعطفاً تاريخياً في ثقافة اللعبة باليابان. يسرد ياسوناري كواباتا تفاصيل المباراة بأسلوب تأملي شاعري، حيث تصبح المنافسة تجسيداً لصراع أعمق بين التقاليد الأرستقراطية المتمثلة في شخصية شوساي، والحداثة البيروقراطية التي يمثلها أوتا. وبالرغم من أن الرواية توثق لحظات ذهنية دقيقة داخل رقعة اللعب، فإنها تحمل دلالات فلسفية عن الزمن، والانحدار، وتحولات المجتمع الياباني في مرحلة ما قبل الحرب، مما يجعلها عملاً أدبياً يجمع بين السرد الصحفي والدلالة الرمزية.

## شخصيات الرواية
- هونينبو شوساي: المعلم الكبير في لعبة الغو، يمثل التقاليد اليابانية العريقة، ويُصوَّر كشخصية وقورة، متأملة، تعاني من وطأة الزمن والتغيرات الثقافية. خسارته في المباراة ترمز إلى أفول عصر بأكمله.
- أوتا: اللاعب الأصغر سناً، خصم شوساي في المباراة، يجسد روح الحداثة والانضباط البيروقراطي، ويُنظر إليه كرمز لجيل جديد يتحدى القيم القديمة.
- الراوي (ياسوناري كواباتا نفسه): يظهر كطرف ثالث يراقب المباراة ويؤرخ تفاصيلها، لكنه يتجاوز دور الراصد ليصبح صوتاً فلسفياً يتأمل في معنى الهزيمة، الزمن، والانكسار الإنساني.

## اقتباسات من الرواية
"كانت المباراة أشبه برقصة بطيئة بين زمنين، أحدهما يحتضر والآخر يولد." هذا الاقتباس يبرز الطابع الرمزي للصراع بين شوساي وأوتا، حيث تتحول رقعة الغو إلى مسرح لتحولات ثقافية عميقة.
"في كل حجر يُوضع على الرقعة، كان هناك شيء من الحزن، شيء من الوداع." تعكس هذه العبارة الحساسية التي يتعامل بها كواباتا مع لحظات اللعب، وكأنها طقوس وداع لعصر كامل.
"الهزيمة ليست في خسارة المباراة، بل في فقدان القدرة على فهم الزمن الجديد." هنا يتجلى البعد الفلسفي للرواية، حيث تصبح الهزيمة رمزية لانفصال الإنسان عن مجتمعه المتغير.
"كان وجهه ساكناً، كأنه حجر وُضع في مكانه منذ قرون." يصف هذا الاقتباس حالة المعلم شوساي أثناء المباراة، ويعكس ثقل الزمن والتأمل العميق الذي يعيشه.
"لم تكن المباراة مجرد صراع على الرقعة، بل كانت صراعاً على معنى الحياة." هنا تتحول لعبة الغو إلى استعارة فلسفية، حيث تصبح كل حركة تجسيداً لأسئلة وجودية.

"الهدوء الذي يسبق وضع الحجر، يشبه الصمت الذي يسبق القرار المصيري." يبرز هذا الاقتباس التوتر الكامن في لحظات اللعب، ويمنحها بعداً درامياً يتجاوز مجرد التنافس.

## أسلوب الرواية
تتميز رواية سيد الغو بأسلوب سردي يجمع بين التوثيق الصحفي والتأمل الأدبي، حيث يوظف ياسوناري كواباتا لغة شاعرية دقيقة لنقل تفاصيل مباراة الغو الشهيرة عام 1938، ويحولها إلى استعارة فلسفية عن الزمن والانحدار والتغيرات الثقافية في اليابان. يتسم الأسلوب بالهدوء والتكثيف، ويعتمد على الوصف الداخلي والانفعالات الصامتة أكثر من الأحداث الصاخبة، مما يمنح النص طابعاً تأملياً عميقاً. كما يدمج كواباتا بين الواقعية والرمزية، ليخلق سرداً يتجاوز حدود اللعبة إلى تأملات في الحياة والموت والكرامة